# Dumești (gmina w okręgu Vaslui)
Dumești – gmina w Rumunii, w okręgu Vaslui. Obejmuje miejscowości Dumești, Dumeștii Vechi, Schinetea i Valea Mare. W 2011 roku liczyła 3334 mieszkańców.